# Uvod
Uvod (russisk: Уводь) er en flod i Ivanovo oblast i Rusland. Den er en venstre biflod til Kljazma (i Volgas afvandingsområde), med en længde på 185 km og et afvandingsareal på 3.770 km². Uvod er frosset til fra november til forårsflommen i april. Byerne Ivanovo og Kokhma ligger langs Uvod.
56°25′11″N 41°26′27″Ø / 56.4197°N 41.4408°Ø